# Ann Magnuson
Pour les articles homonymes, voir Magnuson.
Ann Magnuson est une actrice américaine, née le 4 janvier 1956 à Charleston, en Virginie-Occidentale (États-Unis).

## Filmographie
- 1980 : The Long Island Four
- 1982 : Vortex : Pamela Fleming
- 1983 : Les Prédateurs : danseuse disco
- 1984 : L'impasse sanglante : Malda
- 1984 : Alive from Off Center (1 épisode) : différents personnages
- 1985 : Recherche Susan désespérément : la fumeuse
- 1986 : Sleepwalk : Isabelle
- 1987 : Et la femme créa l'homme parfait : Frankie Stone
- 1987 : The Critical Years (court-métrage) : Analyste
- 1987 : Tales from the Hollywood Hills: A Table at Ciro's (Téléfilm) : Darlene
- 1988 : Jimmy Reardon : Joyce Fickett
- 1988 : Tequila Sunrise : Shaleen McKussic
- 1988 : Macaroni & Me (court-métrage)
- 1989 : Checking Out de  David Leland : Connie Hagen
- 1989-1992 : Anything But Love (50 Episodes) : Catherine Hughes
- 1990 : L'Amour poursuite : Doris
- 1990 : Redd Kross: Annie's Gone (court-métrage) : Annie
- 1993 : The Hidden Room (1 Episode) : Nina
- 1994 : Cabin Boy : Calli
- 1994 : Danger immédiat : Moira Wolfson
- 1995 : Tank Girl : Madame
- 1995 : Pieds nus dans la jungle des studios
- 1996 : Le Poids du déshonneur : Terry Taverner
- 1996 : The Munsters' Scary Little Christmas (Téléfilm) : Lily Munster
- 1996 : The John Larroquette Show (1 Episode) : Amanda Cox
- 1996 : The Adventures of Pete & Pete (1 Episode) : Eunice Puell
- 1997 : Chaude journée à L.A. : La noyée
- 1997 : Quand le destin s'en mêle : Elaine
- 1997 : Levitation : Anna Rawlin / Sara Fulton
- 1997 : Caroline in the City (1 Episode) : Gina Pennetti Schmidt
- 1997 : Le Drew Carey Show (1 Episode) : Kyra Sullivan
- 1997 : Damian Cromwell's Postcards from America (1 Episode) : Paula
- 1998 : Small Soldiers : Irene Abernathy
- 1998 : I Woke Up Early the Day I Died : Secrétaire
- 1998 : My Song (court-métrage) : La femme
- 1998 : De la Terre à la Lune (Mini-série) : Dee O'Hara
- 1999 : Friends and Lovers : Katherine
- 1999 : Sounds Dangerous (court-métrage)
- 2000 : Love & Sex : Monique Steinbacher
- 2000 : Housebound : Brandy
- 2001 : Glitter : Kelly
- 2001 : Night at the Golden Eagle : Sally
- 2001 : The Caveman's Valentine : Moira
- 2002 : Panic Room : Lydia Lynch
- 2002 : The Griffin and the Minor Canon (Téléfilm) : Bird
- 2002 : The Groovenians (1 Episode) : Lalasha / Mom / Zazzy
- 2003 : The United States of Leland : Karen Pollard
- 2003 : Ghostlight : Barbara Rosen
- 2003 : Wanda at Large (1 Episode) : Rita Bahlberg
- 2003-2008 : Razbitume ! (23 Episodes) : Miss O'Keats
- 2004 : Open House : Sarah Jane Tibbett
- 2004 : Frasier (1 Episode) : Harvest
- 2004 : Les Experts : Miami (1 Episode) : Miss Arena
- 2004 : Les Quintuplés (1 Episode) : Yolanda
- 2005 : Unscripted (1 Episode) : Agent
- 2006 : La dame de cœur (Téléfilm) : Geena
- 2007 : Chasing Tchaikovsky : Margarita Stone
- 2007 : American Dad! (1 Episode) : Lisa Collins
- 2009 : Valentine (1 Episode) : Tante Circe
- 2009 : Head Case (1 Episode)
- 2010 : Happiness Runs : La mère de Chad
- 2011 : Small Pond : Luann
- 2011 : Woman's Picture : Miriam Masterson
- 2013 : Modern Family (1 Episode) : Shelley
- 2013 : Les Feux de l'amour (3 Episodes) : Madame Miranda
- 2014 : Looking (2 Episodes) : Stina
- 2015 : Only Child : Miriam Masterson
- 2016 : One More Time : Lucille
- 2017 : First Jerk on Mars : Cheryl
- 2018 : Pinebox (court-métrage) : Corinne
- 2018 : Superior Donuts (1 Episode) : Irene

## Voix françaises
- Martine Meiraghe dans :
  - Tequila Sunrise (1988)
  - Danger immédiat (1994)

- Blanche Ravalec dans :
  - Le Maître du Haut Château (2018-2019)
  - Star Trek: Picard (2020)

- Maïk Darah dans Et la femme créa l'homme parfait (1987)
- Juliette Degenne dans Small Soldiers (1998)
- Frédérique Cantrel dans Glitter (2001)
- Isabelle Gardien dans Panic Room (2002)
- Véronique Borgias dans Looking (2014)